# روبي كولترين
روبي كولتراين  (بالإنجليزية: Robbie Coltrane)‏ (30 مارس 1950 - 14 أكتوبر 2022) ممثل اسكتلندي بدأ مسيرته الفنية عام 1979. كما أنه من الفائزين بجائزة بافتا.
درس بمدرسة جلاسكو للفنون، بدأ كولتراين حياته الفنية في أوائل العشرينيات من عمره على المسرح، بجانب عدة عروض "stand-up comedy" كان يقدمها في تلك الفترة. اشترك بعدها بعدة مسلسلات تلفزيونية مثل "A Kick Up the Eighties" عام 1981، وقد اشتهر كولتراين بتقديم الأدوار الكوميدية ساعده في ذلك الحس الكوميدي لديه، كما شارك كولتراين بالعديد من الأفلام من أهمها سلسلة أفلام هاري بوتر التي شارك بها جميعها. رشح ونال كولتراين العديد من الجوائز خلال مسيرته الفنية الطويلة.

## وفاته
توفي روبي كولترين في 14 أكتوبر 2022 عن عمر ناهز الثانية والسبعين.

## روابط خارجية
- روبي كولترين على موقع IMDb (الإنجليزية)
- روبي كولترين على موقع ميتاكريتيك (الإنجليزية)
- روبي كولترين على موقع روتن توميتوز (الإنجليزية)
- روبي كولترين على موقع قاعدة بيانات الأفلام العربية
- روبي كولترين على موقع ألو سيني (الفرنسية)
- روبي كولترين على موقع ميوزك برينز (الإنجليزية)
- روبي كولترين على موقع أول موفي (الإنجليزية)
- روبي كولترين على موقع قاعدة بيانات الأفلام السويدية (السويدية)
- روبي كولترين على موقع إن إن دي بي (الإنجليزية)
- روبي كولترين على موقع أول ميوزيك (الإنجليزية)